# Pyrrhalta
Pyrrhalta es un género de escarabajos de la familia Chrysomelidae. Las especies se distribuyen en gran parte del mundo, incluyendo el hemisferio norte y Australia.
La taxonomía del género no está clara. Las especies se separan de otros géneros por comparaciones a veces inconsistentes de caracteres cuestionables, como la distribución de pelos diminutos. También hay poco acuerdo respecto a la división del grupo en subgéneros. Algunos autores consideran que algunos subgéneros antiguos como Xanthogaleruca son géneros distintos mientras que otros autores no aceptan tal separación.
Algunos autores utilizan una definición de género tales como protórax y élitro con pelos, espacio detrás de los ojos más largo que los propios ojos y un labro con una línea de poros con pelos.
Este es uno de los géneros más grandes de la subfamilia Galerucinae, con entre 111 y 115 especies.
Algunas especies de Pyrrhalta son consideradas plaga. La especie Pyrrhalta viburni ha recibido atención como especie introducida desde Eurasia a Norteamérica con el potencial de hacer daño significativo a las plantas de Viburnum tanto nativas como cultivadas.

## Algunas especies[1][2][4][6]
- Pyrrhalta aenescens
- Pyrrhalta angulaticollis
- Pyrrhalta annulicornis
- Pyrrhalta aurata
- Pyrrhalta basifasciata
- Pyrrhalta brevicornis
- Pyrrhalta brunneipes
- Pyrrhalta ceylonensis
- Pyrrhalta corpulenta
- Pyrrhalta crassipunctata
- Pyrrhalta curticollis
- Pyrrhalta darjeelingensis
- Pyrrhalta digambara
- Pyrrhalta discalis
- Pyrrhalta dorsalis
- Pyrrhalta erosa
- Pyrrhalta esakii[7]
- Pyrrhalta flavescens
- Pyrrhalta fuscipennis
- Pyrrhalta gracilicornis
- Pyrrhalta gressitti
- Pyrrhalta grisseovillosa
- Pyrrhalta hainanensis
- Pyrrhalta hanungus
- Pyrrhalta huangshana
- Pyrrhalta humeralis
- Pyrrhalta hupehensis
- Pyrrhalta indica
- Pyrrhalta igai
- Pyrrhalta impressicollis
- Pyrrhalta ishiharai
- Pyrrhalta jeanvoinei
- Pyrrhalta kabakovi
- Pyrrhalta kawashimai
- Pyrrhalta konishii
- Pyrrhalta kwangtungensis
- Pyrrhalta limbatus
- Pyrrhalta lineola
- Pyrrhalta longipilosa
- Pyrrhalta maculata
- Pyrrhalta maculicollis
- Pyrrhalta martensi
- Pyrrhalta medvedevi[4]
- Pyrrhalta meghalayana
- Pyrrhalta metallica
- Pyrrhalta microphthalma
- Pyrrhalta nigricornis
- Pyrrhalta nigromaculata
- Pyrrhalta nigromarginata
- Pyrrhalta nila
- Pyrrhalta ningpoensis
- Pyrrhalta ohbayashii
- Pyrrhalta orientalis
- Pyrrhalta ornatipennis
- Pyrrhalta prokofievi[8]
- Pyrrhalta ruficollis
- Pyrrhalta quianana[1]
- Pyrrhalta scutellata
- Pyrrhalta seminigra
- Pyrrhalta sericea
- Pyrrhalta shirozui
- Pyrrhalta sikanga
- Pyrrhalta silfverbergi
- Pyrrhalta subaenea
- Pyrrhalta subcoerulescens
- Pyrrhalta submetallics
- Pyrrhalta sulcatipennis
- Pyrrhalta taiwana
- Pyrrhalta takizawai
- Pyrrhalta tatesuji
- Pyrrhalta tianmuensis
- Pyrrhalta tibialis
- Pyrrhalta tuberculata
- Pyrrhalta tumida
- Pyrrhalta viburni
- Pyrrhalta viridipennis
- Pyrrhalta warchalowskii[2]
- Pyrrhalta wilcoxi
- Pyrrhalta xizangana
- Pyrrhalta yasumatsui

## Galería dePyrrhalta viburni

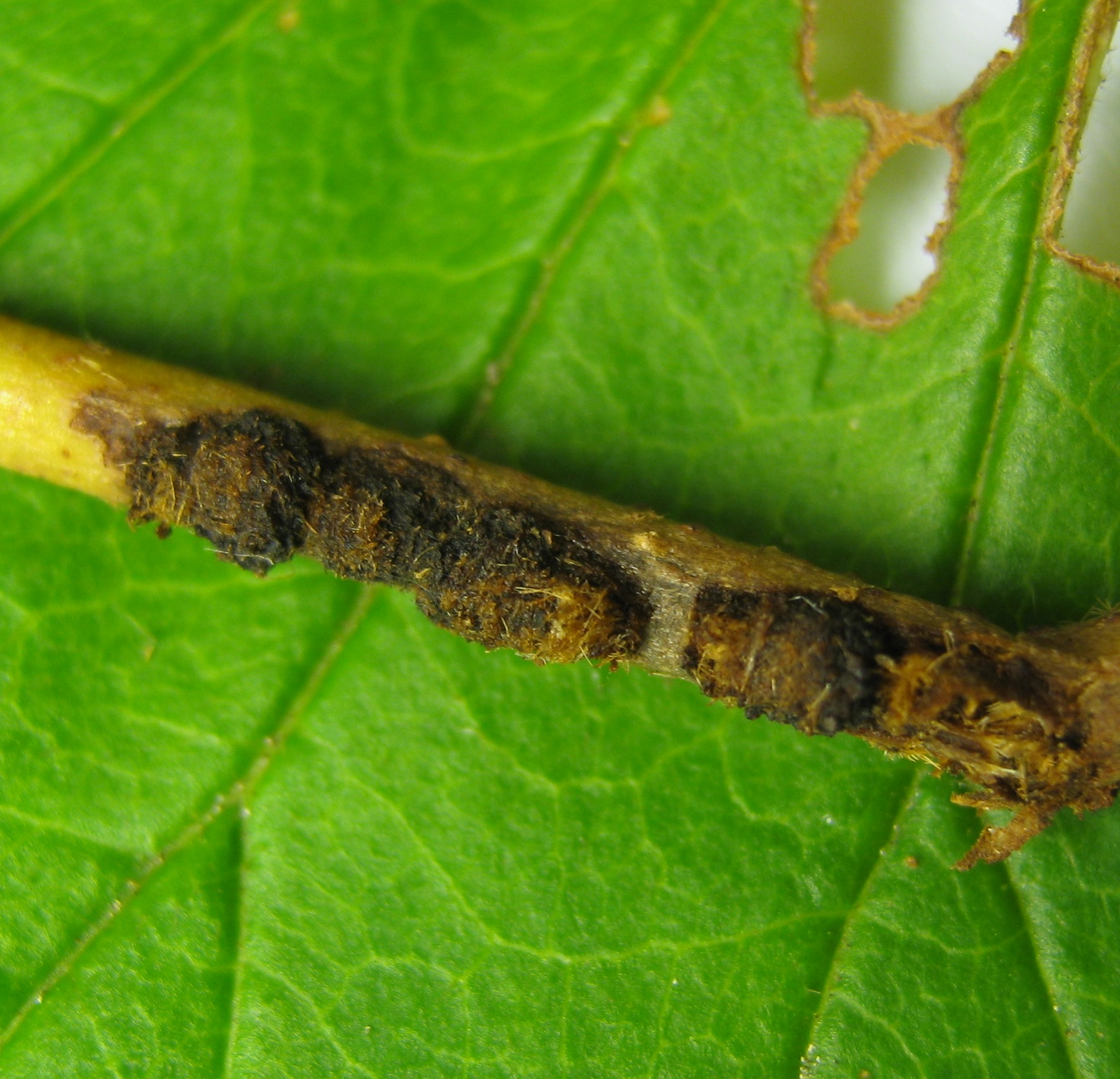
masas de huevos
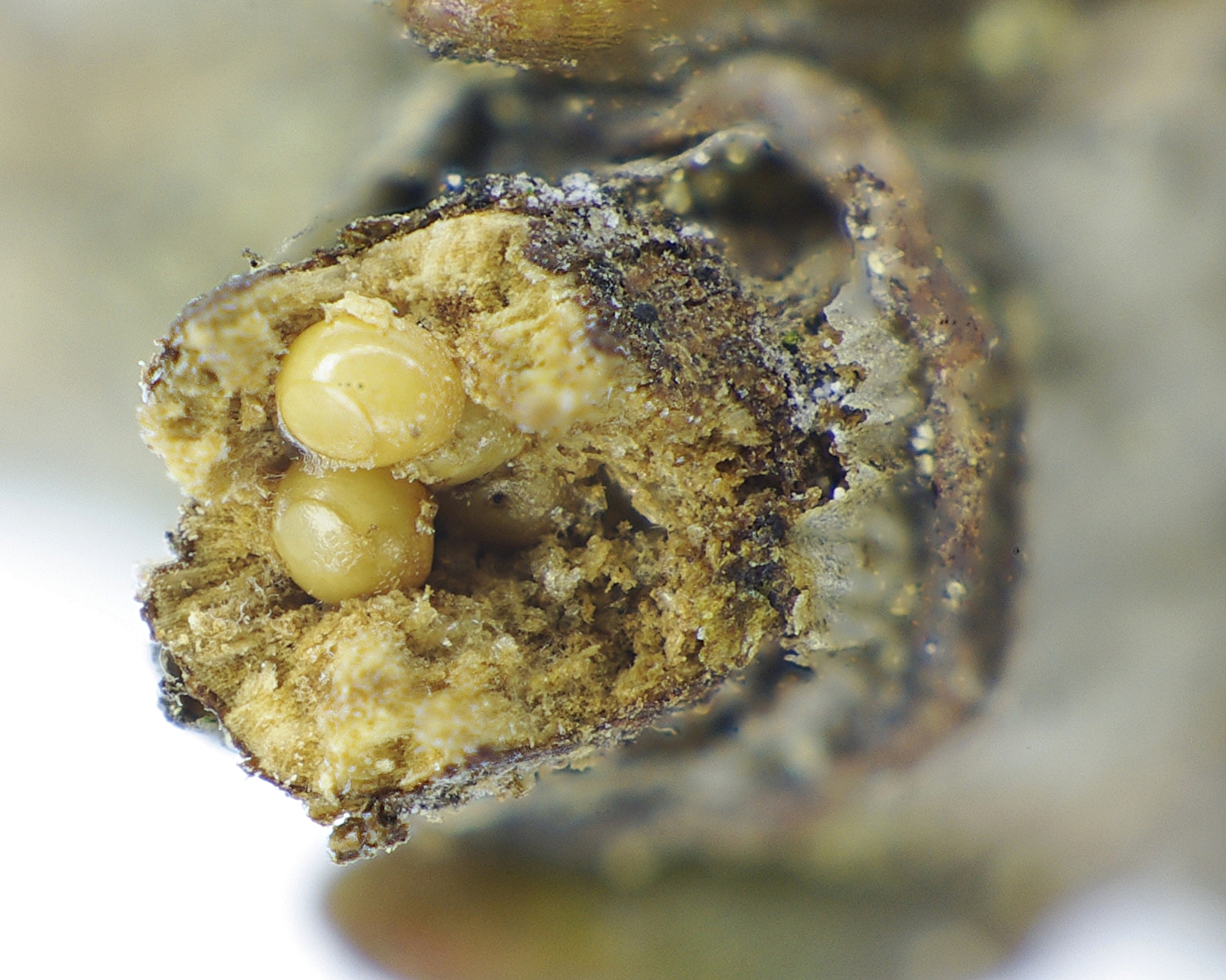
Huevos
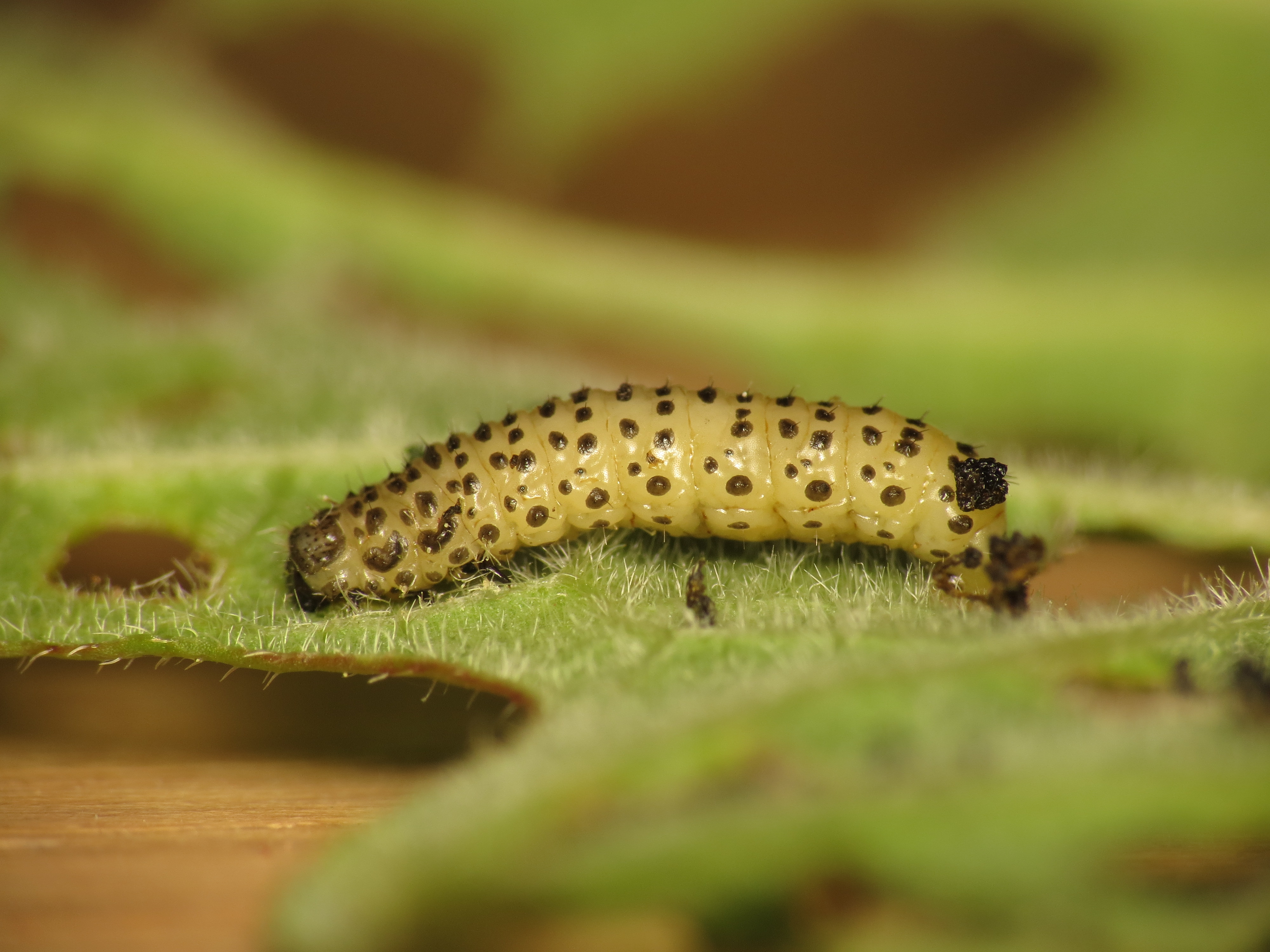
Larva
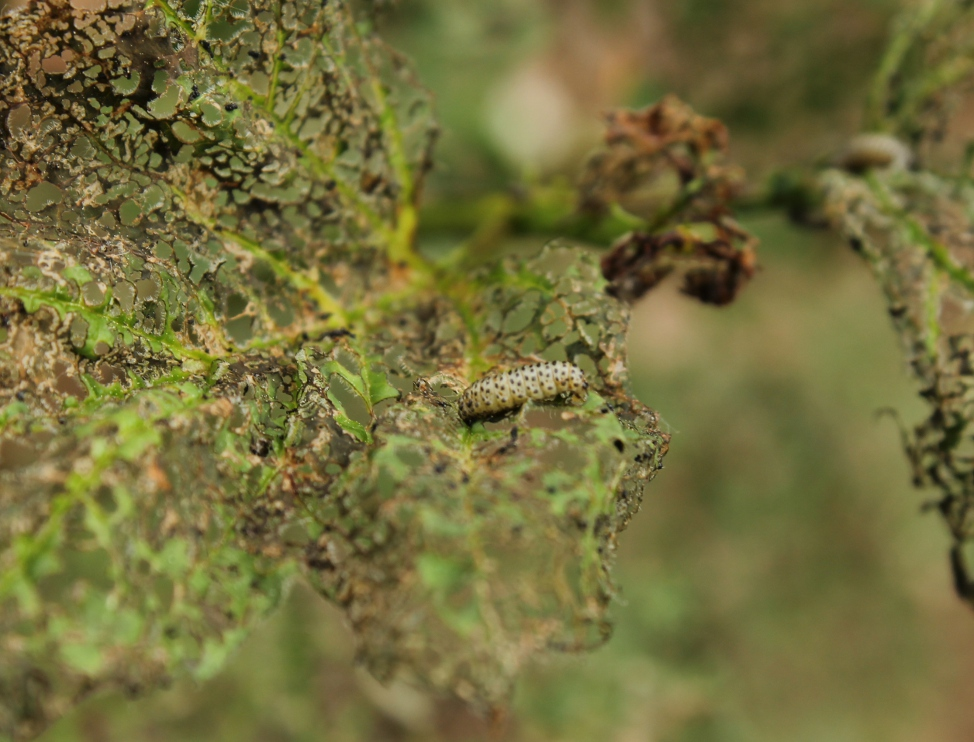
Daño a la planta
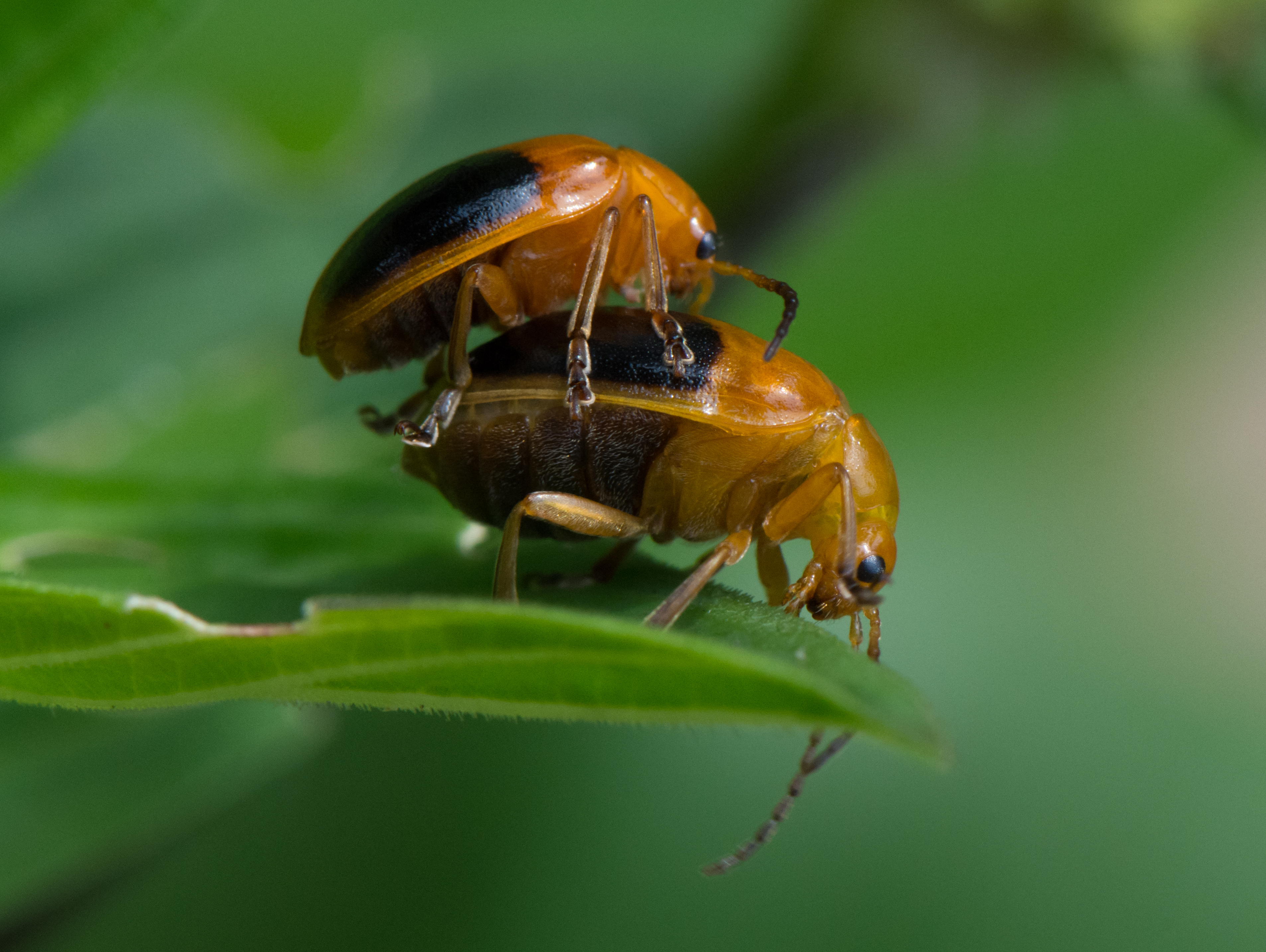
Apareo